# Trigonura reticulata
Trigonura reticulata is een vliesvleugelig insect uit de familie bronswespen (Chalcididae). De wetenschappelijke naam is voor het eerst geldig gepubliceerd in 1912 door Jean-Jacques Kieffer. De soort werd ontdekt in Kameroen.